# Reince Priebus

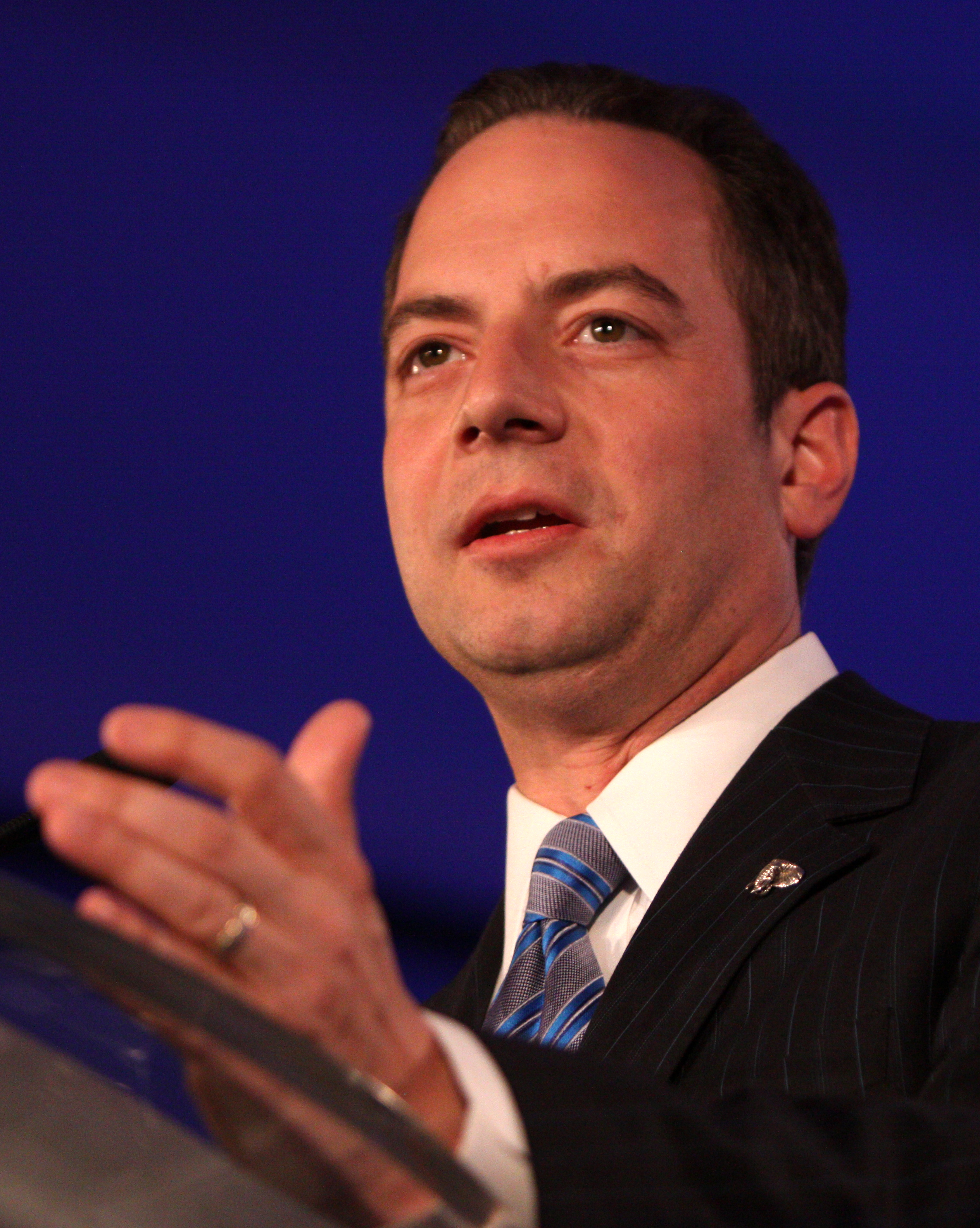
Reince Priebus (2011)

Reinhold Richard „Reince“ Priebus (* 18. März 1972 in Dover, New Jersey) ist ein US-amerikanischer Anwalt und Politiker der Republikanischen Partei. Der ehemalige Vorsitzende der Republikanischen Partei in Wisconsin war von 2011 bis 2017 Vorsitzender des Republican National Committee (RNC). Unter Donald Trump war Priebus von Januar bis Juli 2017 Stabschef des Weißen Hauses.

## Familie, Ausbildung und Beruf
Priebus hat deutsch-griechische Wurzeln. Er wuchs in Netcong, New Jersey auf, bis er im Alter von sieben Jahren mit seiner Familie nach Green Bay (Wisconsin) umzog. Sein Vater Richard war Elektriker und seine Mutter Dimitra Immobilienmaklerin. Mit sechzehn Jahren half er bei mehreren Wahlkämpfen an seiner High School. Nach seinem Abschluss ging er an die University of Wisconsin-Whitewater. Dort studierte er Englisch und Politikwissenschaft. Während seines Studiums schloss er sich der Studentenverbindung Delta Chi an und wurde zum Präsidenten der Studierendenvertretung und zum Vorsitzenden der republikanischen Studenten gewählt. Priebus schloss 1994 sein Undergraduate-Studium cum laude ab.
Seinen Abschluss in Rechtswissenschaft machte er 1998 an der Law School der University of Miami. Er arbeitete als Rechtsanwalt in einer Großkanzlei.
Priebus ist seit 1999 verheiratet. Mit seiner Frau Sally, die er aus der Schulzeit kennt, hat er zwei Kinder. Sie lebten in Kenosha, bevor sie in die Nähe des RNC-Hauptquartiers in Washington zogen. Er ist griechisch-orthodoxer Christ und aktives Mitglied der St. Sophia’s Greek Orthodox Cathedral in Washington, D.C.

## Politische Karriere

### In der Parteiorganisation
Im Jahr 2007 wurde er zum Vorsitzenden der Republikanischen Partei Wisconsins gewählt. Im Januar 2011 löste er Michael Steele als Vorsitzenden des Republican National Committee, der bundesweiten Parteiorganisation der Republikaner, ab. Er vereinte im siebten Wahlgang 97 von 168 Stimmen auf sich und erzielte damit die absolute Mehrheit gegenüber seinen Mitbewerbern Saul Anuzis und Maria Cino. Im Januar 2013 und im Januar 2015 wurde er jeweils ohne Gegenkandidaten für weitere zwei Jahre im Amt bestätigt.

### Im Weißen Haus
Am 13. November 2016 wurde bekanntgegeben, dass Priebus zum künftigen Stabschef des damals gewählten Präsidenten Donald Trump ernannt werde. Priebus galt als Schnittstelle und Vermittler zwischen Trump und der Republikanischen Partei, insbesondere durch seine enge Verbindung zu Paul Ryan, dem Sprecher des US-Repräsentantenhauses. Am 28. Juli 2017 nahm Trump Priebus’ Rücktrittsangebot an und gab per Tweet die Ernennung des früheren Generals und bisherigen Ministers für Innere Sicherheit, John F. Kelly, zu dessen Nachfolger bekannt. Priebus’ Position galt seit Monaten als gefährdet, weil es ihm nicht gelang, Autorität über die konkurrierenden Machtzentren im Weißen Haus zu entwickeln.  Der eine Woche zuvor berufene neue Kommunikationsdirektor im Weißen Haus, Anthony Scaramucci, hatte Priebus öffentlich desavouiert. 
Priebus’ Abgang wurde als Kollaps des parteinahen Establishment-Flügels in Trumps Regierung gedeutet und als Kampfansage Trumps an seine eigene Partei im Kongress.

### Spekulationen
Nach seinem Ausscheiden aus dem Weißen Haus kehrte Priebus in die Großkanzlei Michael Best and Friedrich zurück, für die er früher bereits gearbeitet hatte. Im April 2018 wurde darüber spekuliert, dass er nach der Ankündigung Paul Ryans, sich im November 2018 nicht mehr zur Wahl zu stellen, in dessen 1. Kongresswahlbezirk Wisconsins für das Repräsentantenhaus der Vereinigten Staaten antreten könnte. Priebus lehnte das ab, schloss aber eine spätere Bewerbung um ein politisches Wahlamt nicht aus.

## Positionen
Priebus kritisierte die Haushaltspolitik des US-Präsidenten Barack Obama und nannte sie „rücksichtslos“. Ihm gehe es vor allem darum, die Schuldenerhöhung zu stoppen.